# Mexican Hat
Mexican Hat è un census-designated place (CDP) degli Stati Uniti d'America della contea di San Juan nello Stato dello Utah. La popolazione era di 31 persone al censimento del 2010.

## Geografia fisica
Il CDP si trova sulla U.S. Route 163 a soli 3 miglia (5 km) a sud del bivio con la State Route 261, e si trova appena fuori dal confine settentrionale sia della Riserva Navajo e della Monument Valley. Il parco statale di Goosenecks si trova a sole 9 miglia (14 km) ad ovest-nord-ovest, l'Alhambra Rock si trova 6 miglia (10 km) ad ovest-sud-ovest, e la Valle degli Dei è a nord sulla U.S. 163.
Secondo lo United States Census Bureau, il CDP ha un'area totale di 8,5 miglia quadre (22 km²), di cui 8,2 miglia quadre (21 km²) sono occupate da terre (96%) e 0,3 miglia quadre (0,78 km²) sono occupate da acque (4%).

## Origini del nome
Il nome della località deriva da una formazione rocciosa situata in zona, la cui forma ricorda un sombrero.

## Società

### Evoluzione demografica
Secondo il censimento del 2010, c'erano 31 persone.

### Etnie e minoranze straniere
Secondo il censimento del 2010, la composizione etnica del CDP era formata dal 90,3% di bianchi e il 9,7% di nativi americani.